# Krzysztof Jasiewicz (Historiker)
Krzysztof Jasiewicz (* 1952) ist ein polnischer Historiker und Politikwissenschaftler sowie Mitglied des Institutes für Politische Studien der Polnischen Akademie der Wissenschaften (Instytut Studiów Politycznych PAN).
Jasiewicz promovierte 1998 auf dem Gebiet der Politikwissenschaft. Er habilitierte sich und erhielt im Jahre 2005 den Titel Professor.

## Forschung
In seiner Forschung beschäftigt sich Jasiewicz vornehmlich mit der Geschichte der polnischen Ostgebiete, die unter sowjetische Herrschaft kamen, darunter mit dem Schicksal des polnischen Adels, den sowjetischen Machtstrukturen, und auch mit der Geschichte des Ostjudentums und den polnisch-jüdischen Beziehungen in den Jahren 1939 bis 1941. Auf diesen Gebieten hat Jasiewicz zahlreiche Veröffentlichungen zu verzeichnen.
Am ISP war Jasiewicz Urheber und fungiert auch als Herausgeber der Seria Wschodnia. Zudem initiierte er die Serie Biblioteka Ziem Wschodnich. Zuletzt war Jasiewicz Vorsitzender der Forschungsgruppe Probleme des Ostens am ISP. Jasiewicz ist Mitglied des PEN Club und auch der Redaktion des „Studia Polityczne“. 1995 erhielt Jasiewicz den Ksawery-Pruszyński-Preis (Preis des Polnischen PEN-Clubs).
Im Mai 2013 wurde Jasiewicz als ISP-Vorsitzender seiner Forschungsgruppe entlassen wegen Äußerungen in einem Interview mit dem Magazin Focus, die als antisemitisch kritisiert wurden. Jasiewicz zufolge ist der gegen ihn gerichtete Vorwurf des Antisemitismus eine Manipulation der jüdischen Gemeinde und der Philosemiten – der Titel des Interviews, Die Juden sind selber schuld?, stamme nicht von ihm und sei empörend.
Neben seinen wissenschaftlichen Schriften verfasste Jasiewicz auch Belletristik, darunter die Romane Siódmy sen (Der siebte Traum), Zapach Afrodyty (Der Duft der Aphrodite) unter dem Pseudonym Chuck Andy Norton und Egzekucja (Exekution) unter dem Pseudonym Christopher Jasiewitz.

## Auszeichnungen
- 1995: Ksawery-Pruszyński-Preis (Essayistik-Preis des polnischen PEN-Clubs)
- Träger des Ordens Polonia Restituta

## Publikationen (Auswahl)
- Lista strat ziemiaństwa polskiego 1939-1956, Archiwum Wschodnie, Institut für Politische Studien der Polnischen Akademie der Wissenschaften, Warschau 1995
- Zagłada polskich Kresów: ziemiaństwo polskie na Kresach Północno-Wschodnich Rzeczypospolitej pod okupacją sowiecką 1939-1941: studium z dziejów zagłady dawnego narodu politycznego, ISP PAN, Wydawnictwo "Volumen", Warschau 1997
- Europa nieprowincjonalna: przemiany na ziemiach wschodnich dawnej Rzeczypospolitej (Białoruś, Litwa, Łotwa, Ukraina, wschodnie pogranicze III Rzeczypospolitej Polskiej) w latach 1772-1999, ISP PAN, Wydawnictwo "Rytm", Warschau 1999
- Pierwsi po diable: elity sowieckie w okupowanej Polsce 1939-1941: (Białostocczyzna, Nowogródczyzna, Polesie, Wileńszczyzna), ISP PAN, Wydawnictwo "Rytm", Warschau 2001
- Tygiel narodów: stosunki społeczne i etniczne na dawnych ziemiach wschodnich Rzeczypospolitej 1939-1953, ISP PAN, Wydawnictwo "Rytm", Warschau 2002
- Świat NIEpożegnany: Żydzi na dawnych ziemiach wschodnich Rzeczypospolitej w XVIII-XX wieku, ISP PAN, Wydawnictwo "Rytm", Warschau 2004
- Rzeczywistość sowiecka 1939-1941 w świadectwach polskich Żydów, Wydawnictwo "Rytm", Warschau 2010